# القتال مع عائلتي (فلم)
القتال مع عائلتي (بالإنجليزية: Fighting with My Family) هو فيلم رياضة ودراما وكوميديا وسيرة ذاتية تم إنتاجه في المملكة المتحدة والولايات المتحدة وصدر سنة 2019 بطولة دوين جونسون وستيفن ميرشانت ولينا هيدي.

## القصة
يحاول مصارع سابق بمعاونة عائلته كسب العيش من العمل في تقديم بعض عروض الأداء في أماكن صغيرة بجميع أنحاء البلاد، بينما يحلم أطفاله بالانضمام إلى عالم المصارعة الترفيهي.
لا توجد روابط لمواقع التواصل الاجتماعي.

## الميزانية والإيرادات
كلف الفيلم 11 مليون دولار وحقق أرباح تقدر بـ 39 مليون دولار.

## وصلات خارجية
مقالات تستعمل روابط فنية بلا صلة مع ويكي بيانات